# Epirixanthes pallida
Epirixanthes pallida är en jungfrulinsväxtart som beskrevs av T. Wendt. Epirixanthes pallida ingår i släktet Epirixanthes och familjen jungfrulinsväxter. Inga underarter finns listade i Catalogue of Life.